# HD 145377 b
إتش دي 145377 بي (بالإنجليزية: HD 145377 b)‏ الذي يرمز له بالرمز HD 145377b، هو كوكب خارج المجموعة الشمسية، في كوكبة العقرب، يتبع HD 145377 ‏.

## الاكتشاف
اكتشف في 26 أكتوبر 2008.